# Luis Alfonso y Casanovas
Luis Alfonso y Casanovas (1. června 1845, Palma de Mallorca – 18. ledna 1892, Madrid) byl španělský spisovatel, novinář a ve své době přední literární a umělecký kritik.
Luis Alfonso y Casanovas byl editorem novin La Política, La Epoca a La Dinastia, jeho kritiky vycházely v nejvýznamnějších španělských časopisech (např. La Esfera a další). Jako kritik umění obhajoval idealismus a byl velkým nepřítelem naturalismu jak v literatuře, tak i ve všech ostatních uměleckých formách. K jeho přátelům, se kterými udržoval čilou korespondenci, patřil například Benito Pérez Galdós, Emilia Pardová Bazánová, José María de Pereda a další.
Ve svém literárním díle byl Luis Alfonso y Casanovas kronikářem elegantních salónů měšťácké společnosti z konce 19. století a vzdělanější části této společnosti byla také jeho díla především určena. K jeho nejvýznamnějším románům patří Azul, amarillo y verde, novela tricolor (1874, Modrá, žlutá a zelená trikolóra), El guante (1886, Rukavička), Historias cortesanas (1887, Příběhy kurtizány), Dos Noches Buenas (1887) a Cuentos raros (1890).

## Česká vydání
- Rukavička, F. Šimáček, Praha 1894, přeložil O.S. Vetti,
- Rukavička a jiné povídky, A. Neubert, Praha 1919, přeložil Karel Vít, obsahuje ještě Hostina Sarah Whimové, Černý rámec a Odloučení.